# Xã Logan, Quận Gage, Nebraska
Xã Logan (tiếng Anh: Logan Township) là một xã thuộc quận Gage, tiểu bang Nebraska, Hoa Kỳ. Năm 2010, dân số của xã này là 221 người.